# Quo primum

Wappen Pius’ V.

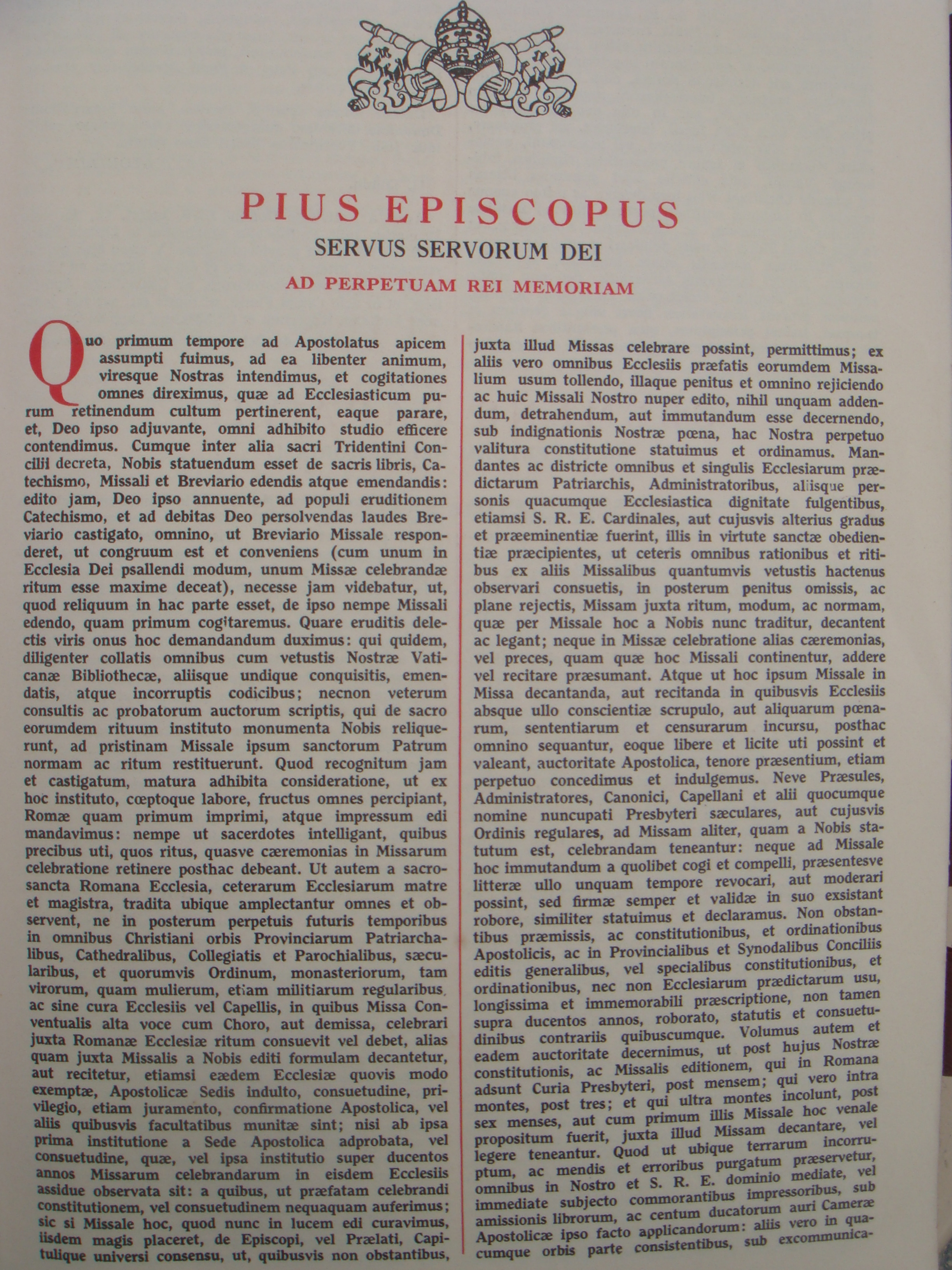
Text der Bulle Quo Primum Tempore, Papst Pius V in einem Missale Romanum in der Regierungszeit von Pius XII im Jahr 1956 veröffentlicht.

Nach ihren lateinischen Anfangsworten Quo primum wird eine Päpstliche Bulle bzw. Apostolische Konstitution Papst Pius V. vom 14. Juli 1570 zitiert, in der dieser das von ihm im Auftrag des Trienter Konzils herausgegebene Missale Romanum als für alle Kirchen des Römischen Ritus verbindliches Messbuch in Kraft setzte. Sie entspricht im Wesentlichen der Bulle Quod a Nobis vom 9. Juli 1568 bezüglich des Römischen Breviers. Anstelle der neuen Bücher durften aber weiterhin auch die liturgischen Bücher jener Gottesdienstordnungen benutzt und gedruckt werden, die zum damaligen Zeitpunkt älter als 200 Jahre waren, nämlich bestimmte Diözesan- und Ordensliturgien.

## Hintergrund
Ziel der Liturgiereform des 16. Jahrhunderts war die Bewahrung und Vereinheitlichung der von der Reformation kritisierten Messfeier innerhalb der katholischen Kirche. Dazu wurde eine „überarbeitete und gereinigte“ Fassung des Missale nach der Pristina sanctorum patrum norma, der „altehrwürdigen Norm der Väter“, hergestellt. Diese Aufgabe wurde „ausgewählten Gelehrten“ übertragen, die die ältesten damals verfügbaren Handschriften der Vatikanischen Bibliothek und anderer Herkunft verglichen sowie Schriften anerkannter Liturgiker vorreformatorischer Zeit beizogen. Hauptgrundlage der Gelehrtenarbeit war das in der Römischen Kurie verwendete Missale curiae, von dem zwischen 1474 und 1570 zahlreiche Ausgaben gedruckt worden waren. Obwohl Quo primum ältere Überlieferungen duldete und nicht verdrängen sollte, setzte sich das Missale Pius V. in der Folgezeit mehr und mehr durch, da das Anliegen, eine untadelige Verwaltung des sakramentalen Ritus zu garantieren, in der Gegenreformation hohe Dringlichkeit hatte.
Wegen seiner antireformatorisch gemeinten  apodiktischen Formulierungen:
„Von nun an soll in allen kommenden Zeiten auf dem christlichen Erdkreis nicht anders als nach dem von Uns herausgegebenen Missale gesungen oder gelesen werden. (...) Wir setzen fest und ordnen an, daß diesem Unserem gerade herausgegebenen Missale niemals etwas hinzugefügt, daraus etwas weggenommen oder an ihm etwas verändert werden darf.“
wird die Bulle teilweise von traditionalistischen Strömungen als Beleg dafür herangezogen, dass die Katholische Kirche im Zweiten Vatikanischen Konzil mit der Liturgiereform und der Einführung eines erneuerten Missale vom wahren Glauben abgefallen sei.
Allerdings hatte Papst Paul VI. mit seiner Apostolischen Konstitution Missale Romanum vom 3. April 1969 explizit alles, was dem Inkrafttreten der Liturgiereform des 2. Vatikanums entgegenstand (also gerade o. g. Floskel), mit derselben auf ein Konzil gestützten Autorität aufzuheben verfügt wie Pius V. In „Missale Romanum“ erklärte Paul VI.:

„Unsere Anordnungen und Vorschriften sollen jetzt und in Zukunft gültig und rechtskräftig sein, unter Aufhebung jedweder entgegenstehender Konstitutionen und Verordnungen Unserer Vorgänger sowie aller übrigen Anweisungen, welcher Art sie auch seien.“

Freilich wurde damit nicht die allgemein außer Gebrauch gesetzte „alte Messe“ vollständig verboten (vgl. das Motu proprio Papst Benedikts XVI. Summorum pontificum).